# 早瀬未沙
早瀬 未沙（はやせ みさ）は、テレビアニメ『超時空要塞マクロス』および関連作品に登場する架空の人物で、同作品のヒロイン。声の出演は土井美加。
物語の舞台となる宇宙戦艦SDF-1マクロスの航空管制主任オペレーター。士官学校首席卒業という経歴をもつエリートで、主人公のパイロット、一条輝の上官となる。

## 設定・経歴

### テレビ版
日本出身。100年前から続く軍人の家系に生まれ、2009年時点で年齢は19歳。身長168cm、体重45kg。血液型はA型。父は地球統合軍提督の早瀬隆司、母は早瀬沙紀子。1990年3月3日に誕生し、生まれた未の刻（午後2時）と母親の一文字から「未沙」と名付けられた。少女時代は利発で愛らしく、父の部下で、のちにSDF-1マクロスの艦長となるブルーノ・J・グローバル（当時中佐）にはことのほか可愛がられていた。父の方針により地球統合軍の幼年学校に入学し、のちに士官学校を首席で卒業する。
2009年、マクロスの主任航空管制官に任命され（コールサインは「ガンサイト1」）、ゼントラーディ軍との宇宙戦争（第一次星間大戦）に巻きこまれる。階級は作品中で中尉、大尉、少佐へと昇格。
厳格な仕事ぶりから「首席の中尉は鬼より怖い」と呼ばれ、自分を「おばさん」呼ばわりし、なおかつ反抗的なパイロットの一条輝とはしばしば口論になる。ダイダロスアタックの考案、ゼントラーディ人とのファーストコンタクトの分析、プロトカルチャー説の考察など、頭脳的な貢献にグローバル艦長の厚い信任を得る。堅物ぶりを親友クローディア・ラサールやオペレーターたちに茶化されても、つねに軍人としての使命優先を貫く。ゼントラーディ軍ボドル基幹艦隊旗艦に捕虜として連行された際には、ゼントラーディ人の反応を探るために個人的感情よりも任務を優先し、輝に自分とキスをするように命令して実行する。
しかし、初恋の人ライバー・フォン・フリューリンクに容姿が似た反戦主義者リン・カイフンの出現や、宇宙規模の圧倒的な敵戦力を目の当たりにし「異星人との和平」を模索しはじめ、父の早瀬提督ら軍上層部の強硬論に反発しながら共存の道をつむぐ役を務めることになる。その思いをともにする輝とは次第に惹かれあい、やがて軍人としてではない、本来の一面を見せはじめる。しかし思いを素直に表現できず、恋愛ではクローディアの助言に頼ることが多い。マクロス艦内での未沙と輝の宿舎は向かい合わせで、窓越しに会話ができる距離とされている。
ゼントラーディ軍との最終決戦では、長年確執のあった親子の和解もむなしく父の戦死に際することになる。爆発崩壊しつつある統合軍地下司令部から、輝により救出されて終戦を迎える。
戦後はマクロス艦内に新設された新統合軍の中枢司令センター主任として活躍。少佐に昇格。非番の日には輝の留守宅に勝手に上がり込んで掃除をするなどして甲斐甲斐しく世話をするが、何度も入ったことのある輝の寝室で、輝が思いを寄せていたリン・ミンメイだらけのアルバムを発見し、ミンメイのポスターをひっくり返したり、自分のスナップ写真を手渡ししたりと、嫉妬の思いを不器用なアピールで表す。同僚や部下たちは未沙が輝のもとへ通うことを咎めることはなく、さらなる積極的なアプローチを図ることを後押しする。工場衛星奪取作戦においては未沙もそれに乗っかり、輝に対し、公衆の面前で自分とキスをするように命令する。2012年、輝との恋愛関係に悩み一度は退役を考えるが、グローバル総司令から人類宇宙移住計画の移民船初代艦長に任命され決意を新たにする。マクロス・シティ防衛戦において、輝に自身の正直な気持ちを告白し、互いの思いを認めあい結ばれる。

### 劇場版
『超時空要塞マクロス 愛・おぼえていますか』では立場はテレビ版と同じだが、年齢は21歳、コールサインは「デルタ1」に変更されている。一条輝と地球を放浪しながら、弱さをさらけ出し、素直に愛を受け入れるという、ひとりの優しい女性へ変わりゆくさまが丹念に描かれている。

### 後日談
輝と結婚し一条未沙に改姓、長女・未来（みく）を出産する。2012年を描いた『超時空要塞マクロス Flash Back 2012』では、超大型移民船メガロード-01の艦長に就任し、ブリッジで指揮をとる姿が登場する。艦長用の帽子・制服などが新たにデザインされた。
航空隊長でもある夫の輝や歌手のリン・ミンメイらとともに外宇宙へ旅立つが、2016年、銀河系中心部でメガロード-01の乗員とともに謎の失踪を遂げ、一般には非公表となる。

### 小説『早瀬未沙 白い追憶』
河森正治構成、大野木寛著の小説『早瀬未沙 白い追憶』では、未沙の過去が描かれている。
1990年3月3日、百年続く軍の名家の一人娘として、厳格な父と「常に夫の影に立ちたがる古風な」母の間に生まれ、東京青山で育つ。東洋英和小学校入学。
12歳のとき、統合戦争の新部隊編成のために開かれたパーティで当時士官学校の学生であった5歳くらい年上のライバー・フォン・フリューリンクと知り合い、これが彼女の初恋となる。次の日曜日、ニュー東京を案内するためにライバーと外出。このとき横浜中華街の店でミンメイと出会っている。未沙が中学二年生の時、ライバーが少尉に昇進し、その「お祝い」として新宿御苑で彼のほほにキスをする。しかしその直後、ライバーから火星への赴任を伝えられる。
ライバーとはその後も文通を続け、ライバーへの初恋から軍隊に入る決意を固める。軍人であった父にも未沙を軍人にする気はなく、母は未沙から軍人になる決意を聞くと泣きだした。中学二年が終わると同時に、士官候補養成所に入所、女子寮暮らしとなる。2005年6月、母親が倒れる。その後世界各地で多発するゲリラが原因で火星基地が閉鎖され、ライバーが二年ぶりに地球に帰ってくることになるが、帰還途中、反統合軍の手によって船が撃破され、未沙との再会を目前にして死亡する。未沙はライバーから届いた手書きの詩集を手に涙する。翌日、宇宙軍が正式に発足。
2005年12月母親も病没する。ライバーと母親の相次ぐ死のショックから、未沙は軍人をやめることを思い立つ。しかし当時同室だったメリッサは、彼女の甘えを強く指摘し、未沙が父親の根回しによって養成所に入れたことを教える。それ以後、一人前の軍人となることで自分を子供扱いして根回しした父親を見返すことを目標にして、いっそう教練に励む。2006年2月、養成所の第二課程を終了して准尉になる。同時期にアラスカの統合軍司令部に転属となった父親から、一緒に来るよう誘われる。しかし未沙はこれまで親の七光りのもとで出世してきたという意識から、自身の力で一人前になるため、准尉とアラスカ行きを放棄し、自身の手で士官になることを決意する。
統合宇宙軍の士官学校に入った彼女は、16歳ながら20代の男女に混じってそこで半年間の厳しい訓練をつむ。卒業時には学生は四分の一に減っていたが、そのなかで彼女は卒業生総代として卒業証書を受け取る。その後3か月の地上任務のあと、2007年1月に初の実戦参加の機会が与えられる。「反統合軍があるロシアの一地区に対し、衛星軌道からの降下攻撃作戦が計画」され、その作戦に「オペレーターの一員として参加する事が決まった」のである。HLLV（大重量シャトル）に乗り込んで宇宙へ行き降下にそなえるが、降下のカウントダウンが終わった瞬間、作戦が中止になったという連絡を受ける。「最後まで抵抗していた反統合軍組織が、未沙たちの降下する直前に降伏したのである」。
こうして2007年1月20日、統合戦争が終了。戦争が終了したことから軍の存在に必要性を感じなくなった未沙は、復員の誘いにのり、軍を去る。むなしさゆえに酒の味を覚えるが、偶然南アタリア島のSDF-1（後にマクロスと命名）乗員訓練選抜センターの募集を知り、ふたたび軍に入り直すことになる。

## 関連作品
- 小説 大野木寛『早瀬未沙 白い追憶』徳間アニメージュ文庫、1984年
- ドラマレコード（ドラマCD）『超時空要塞マクロス4　遥かなる想い』ビクターエンタテインメント、1983年

## 制作・備考
『機動戦士ガンダム』のミライ・ヤシマに着想を得て、テレビアニメでは珍しい「地味めなヒロイン」としてデザインされた。目が小さいのは、細やかな感情表現をする演出意図のため。テレビシリーズ序盤においては視聴者に華やかなリン・ミンメイをヒロインと思い込ませるため、輝に「おばさん」呼ばわりさせるなど、意図的に年齢差が強調されている（実際は17歳の輝との年齢差は2歳ほど）。
物語中盤以降、徐々にキャラクターの深みを増し、仕事と恋に悩む年頃の女性像が明かされていくと、従来のヒロインにない等身大の魅力がファンの支持を得ていった。作画の面においても、ヒロインとしての役割の度合いを強めていく過程で、より可愛らしく、徐々に瞳が大きく描かれるように変化していった。髪型も初期は毛先のみを大きくカールした野暮ったいロングヘア（通称「デンデン虫ヘア」）だったのが、延長パートおよび劇場版『超時空要塞マクロス 愛・おぼえていますか』ではストレートヘアに変更されている。
企画初期の名前は「早瀬亜綺（アキ）」であった。テレビ版のエンディングテロップでは、早瀬「美」沙と誤植されており、最終回まで修正されなかった。また、2011年6月25日に発売された『超時空要塞マクロス THE FIRST』第3巻の帯においても、同様に美沙と誤植されている。
『超時空要塞マクロス』の原型となった企画が全39話予定だった時点では、最終話で輝と結婚するが、輝は新型機のテストで事故死し、自身は「メガロードII」の艦長として旅立つことになっていた。番組終了後に発行された同人誌『SAYONARAは言わないで…』において、このプロットに沿って描かれた漫画が存在する。
『科学救助隊テクノボイジャー』第10話に登場する女性科学者、花岡咲子は未沙の髪型のテストモデルである。この回をアートランドが制作協力し、美樹本晴彦（当時は良晴）のオリジナルキャラクター第一号となった。
『超時空要塞マクロス』最終話のラストでアルバムが閉じられるカットに描かれている手は、アニメ画面では判別が付かないが、小学館のムック『THIS IS ANIMATION ザ・セレクト 超時空要塞マクロス（下巻）』にトリミングを拡げた画が掲載されており、未沙の軍服と同じく白地に緑のラインが入った袖口が描かれている。

## 反響
アニメ雑誌『アニメージュ』の「アニメグランプリ」における、1983年に発表された第5回のキャラクター部門では、第3位のミンメイ、第6位の輝よりも下の第11位だったが、翌年の1984年に発表された第6回の女性キャラクター部門では、第4位のミンメイを抑え第1位に選ばれている。劇場版公開後の1985年に発表された第7回の女性キャラクター部門においても、第5位のミンメイを抑え第4位を獲得した。
作品内の人気投票でも、1983年に発売された秋田書店のムック『マクロスグラフィティ』の「ミス★マクロス」（女性キャラクター部門）で第1位となった。
シリーズ化以降の人気投票では、2010年に角川書店の雑誌『マクロスエース』で2度にわたって発表されたアンケートの女性キャラクター部門でどちらも第4位。2019年にNHK BSプレミアムで放送された『発表！全マクロス大投票』における投票結果のキャラクター部門で総合第7位となった。アイティメディアが運営するウェブサイト「ねとらぼ調査隊」で2021年以降に実施されている「初代マクロスの統合軍で好きなキャラクターは？」というアンケートでは、ロイ・フォッカーに次ぐ第2位という結果が続いている。

## ロボテック版
海外版『ロボテック』では、「リサ・ハイエス (英: Lisa Hayes) 」という欧米人風の名前に変えられている。声の出演はメラニー・マックィーン (Melanie MacQueen) 。
テレビシリーズ最終話のキーロン（英: Khyron、カムジン・クラヴシェラに相当）らによる砲艦の特攻を受けた際にヘンリー・J.グローバル（英: Henry J.Grobal、ブルーノ・J・グローバルに相当） 艦長の最後の献身で脱出ポッドで射出され、唯一の生存者となる。
海外版オリジナルである『ロボテック II：センチネルズ (英: Robotech II: The Sentinels) 』 にも登場し、艦隊司令となったリサ・ハイエス大佐と、リック・ハンター（英: Rick Hunter、一条輝に相当）との結婚のエピソードが描かれている。
最初の『マクロス・サーガ (英: Robotech : The Macross Saga) 』から33年後の時代を描いた漫画単行本の『ロボテック：シャドウ・クロニクルへの序曲 (英: Robotech : Robotech: Prelude to the Shadow Chronicles)』 とOVA（あるいは「劇場映画」）『ロボテック：シャドウ・クロニクル(英: Robotech : Robotech: The Shadow Chronicles) 』にも、遠征艦隊軍司令長官（役職は提督・階級は海軍大将）に昇進して登場する。
漫画版では、おもに『ロボテック』版ハーレクイン・ロマンスレーベルのヒロイン役としての登場が多く、また女性コスプレイヤーの定番キャラクターになるなど、人気も高い。
カナダ空軍のCF-188にリサのノーズアートが描かれたりもした。